# Bronte Lagoon
Bronte Lagoon är en lagun i Australien. Den ligger i delstaten Tasmanien, i den sydöstra delen av landet, omkring 100 kilometer nordväst om delstatshuvudstaden Hobart. Bronte Lagoon ligger 665 meter över havet. Arean är 4,5 kvadratkilometer. Den sträcker sig 3,0 kilometer i nord-sydlig riktning, och 2,9 kilometer i öst-västlig riktning.
I omgivningarna runt Bronte Lagoon växer i huvudsak städsegrön lövskog. Trakten runt Bronte Lagoon är nära nog obefolkad, med mindre än två invånare per kvadratkilometer. Genomsnittlig årsnederbörd är 1 078 millimeter. Den regnigaste månaden är september, med i genomsnitt 130 mm nederbörd, och den torraste är februari, med 46 mm nederbörd.